# Pirttisaari (ö i Norra Karelen, Mellersta Karelen)
Pirttisaari är en ö i Finland. Den ligger i sjön Orivesi och i kommunen Kides i den ekonomiska regionen  Mellersta Karelens ekonomiska region  och landskapet Norra Karelen, i den sydöstra delen av landet, 300 km nordost om huvudstaden Helsingfors. Öns största längd är 1,9 kilometer i öst-västlig riktning.